# Instytut Gospodarki Przestrzennej i Mieszkalnictwa
Instytut Gospodarki Przestrzennej i Mieszkalnictwa – jednostka organizacyjna Ministra Infrastruktury istniejąca w latach 2002–2017, powołana w celu prowadzenia prac naukowo-badawczych w zakresie mieszkalnictwa oraz rozwoju miast i wsi.

## Powołanie Instytutu
Na podstawie rozporządzenie Ministra Infrastruktury z 2002 r. w sprawie podziału Instytutu Gospodarki Przestrzennej i Komunalnej oraz Instytutu Gospodarki Mieszkaniowej i utworzenia Instytutu Gospodarki Przestrzennej i Mieszkalnictwa oraz Krajowego Instytutu Polityki Przestrzennej i Mieszkalnictwa ustanowiono Instytut.

## Przedmiot działania Instytutu
Przedmiotem działania Instytutu było prowadzenie badań naukowych i prac rozwojowych, w szczególności w zakresie:
- tworzenie warunków efektywnego funkcjonowania gospodarki mieszkaniowej i rozwoju budownictwa mieszkaniowego, w tym infrastruktury technicznej miast i wsi,
- gospodarki przestrzennej i planowania regionalnego,
- gospodarki nieruchomościami i regulacji rynku nieruchomości,
- upowszechnianie wyników badań naukowych,
- organizowanie konferencji sympozjów naukowych,
- współdziałanie z krajowymi i zagranicznymi instytucjami naukowymi,
- prowadzenie dokumentacji naukowej badań prowadzonych przez Instytut,
- świadczenie usług konsultacyjnych.

## Połączenie Instytutów
Na podstawie rozporządzenie Rady Ministrów z 2017 r. w sprawie połączenia Krajowego Instytutu Polityki Przestrzennej i Mieszkalnictwa i Instytutu Gospodarki Przestrzennej i Mieszkalnictwa w Krajowy Instytut Polityki Przestrzennej i Mieszkalnictwa wyłoniono nowy Instytut.